# 四国銀行硬式野球部
四国銀行硬式野球部（しこくぎんこうこうしきやきゅうぶ）は、高知県高知市に本拠地を置き、日本野球連盟に加盟する社会人野球の企業チームである。
運営母体は、地方銀行である四国銀行。JR四国とともに、社会人野球の四国地区連盟をリードする存在である。

## 概要
1929年、四国銀行の硬式野球部『四国銀行硬式野球部』として創部。
1952年、都市対抗野球に初出場を果たした。
1979年に日本選手権に初出場し、1988年の日本選手権ではベスト4入りを果たしている。
1983年1月、行員の予備株券偽造が発覚し、野球部とは直接関係はないが1年間活動自粛となった。
2007年、これまで都市対抗野球では1勝もできずにいたが、同年の都市対抗野球1回戦の対岩手21赤べこ野球軍団戦において、1952年の初出場以来55年目、12回目の出場にしての本大会初勝利を挙げた。
2020年の第91回都市対抗野球大会では初のベスト8進出を果たし、小野賞を受賞した。

## 沿革
- 1929年 - 創部。
- 1952年 - 都市対抗野球に初出場（初戦敗退）。
- 1979年 - 日本選手権に初出場（2回戦敗退）。
- 1983年 - 行員の不祥事により1年間活動休止。
- 1986年 - 第13回日本選手権で大会初勝利。
- 1988年 - 第15回日本選手権で準決勝進出。
- 2007年 - 第78回都市対抗野球で大会初勝利

## 主要大会の出場歴・最高成績
- 都市対抗野球大会 - 出場22回
- 社会人野球日本選手権大会 - 出場23回、4強1回（1988年）
- JABA四国大会 - 優勝2回（1979、1996年）

## 主な出身プロ野球選手
- 弘田澄男（内野手） - 1971年ドラフト3位でロッテオリオンズに入団